# Locomotiva SB 280
Le locomotive tipo 280 erano locomotive a vapore con tender di rodiggio 1-5-0 costruite per le ferrovie austriache statali (Kaiserlich-königliche österreichische Staatsbahnen) e private (Südbahn) dell'Impero austro-ungarico.

## Storia
Le locomotive a vapore 280 vennero concepite come macchine da montagna per treni viaggiatori di forte composizione dalle Ferrovie dello Stato imperiale d'Austria (KkStB) e poco dopo anche dalla Südbahn, la ferrovia privata del sud, allo scopo di sostituire nei compiti più gravosi le meno prestanti macchine del tipo "170". Il progetto venne affidato a Karl Gölsdorf che si orientò su una macchina a cinque assi accoppiati, compound a quattro cilindri, a ciò allo scopo di contenere il peso assiale entro le 13,8 t per evitare problemi con l'armamento e con i ponti delle linee dell'Arlberg o del Brennero. Il preriscaldamento moderato, tipo Clench, venne installato ma diede modesti risultati e dopo il 1918 venne rimosso. 
Le prime tre macchine, per la ferrovia statale, furono consegnate tra 1906 e 1907 dalla fabbrica di locomotive Steg.
Sulle rampe del 26 per mille dell'Arlberg venne rimorchiato un treno di 280 t alla velocità di 32 km/h e nelle prove in piano vennero raggiunti 92 km/h. 
A 50 km/h le 280 dimostrarono di poter sviluppare ben 1650 CV.
Le kkStB non proseguirono con altre ordinazioni, ma lo fece la Südbahn acquistando due macchine dalla StEg e tre dalla Floridsdorf.
La fine della prima guerra mondiale portò alla spartizione delle macchine con l'incorporazione delle ex kkStB 280 nel parco rotabili austriaco di stato come BBÖ 280 e delle ex SB 280 in quello italiano delle Ferrovie dello Stato come gruppo 478.001-005; queste ultime vennero assegnate al Deposito Locomotive di Bolzano. Nel 1940 tre unità vennero cedute per il servizio ferroviario negli stati occupati dalla Germania nazista e due di esse, la 478.004 (ex SB 280.5001) e la 478.005 (ex SB 280.5004), dopo il 1945 rimasero in forza alle ferrovie di stato jugoslave.

## Caratteristiche
Le locomotive del tipo "280" kkStB e Südbahn erano locomotive compound a 4 cilindri a 5 assi accoppiati e carrello anteriore monoassiale portante. Erano macchine per linee acclivi utilizzate sulle linee ferroviarie austriache tra Innsbruck, Bolzano e Linz.

## Distribuzione delle locomotive 280 tra le amministrazioni ferroviarie dopo il 1918[4][5]
| Ferrovia, gruppo e numero | Ferrovia, gruppo e numero | fabbrica    | anno di fabbricazione | demolizione o alienazione              |
| ------------------------- | ------------------------- | ----------- | --------------------- | -------------------------------------- |
| kkStB 280.01              | BBÖ 280.01                | StEg        | 1906                  | 1930                                   |
| kkStB 280.02              | BBÖ 280.02                | StEg        | 1907                  | 1932                                   |
| kkStB 280.03              | BBÖ 280.03                | StEg        | 1907                  | 1929                                   |
| SB 280.5001               | FS 478.004                | StEg        | 1908                  | dal 1945 in Jugoslavia come JDZ 07.017 |
| SB 280.5002               | FS 478.001                | StEg        | 1908                  | dal 1940 in uso DRG                    |
| SB 280.5003               | FS 478.002                | Floridsdorf | 1911                  | dal 1940 DRG                           |
| SB 280.5004               | FS 478.005                | Floridsdorf | 1911                  | dal 1945 in Jugoslavia come JDZ 07.016 |
| SB 280.5005               | FS 478.003                | Floridsdorf | 1911                  | dal 1940 DRG                           |